# Jean-Pierre Ezin
 (avril 2010).
Si vous disposez d'ouvrages ou d'articles de référence ou si vous connaissez des sites web de qualité traitant du thème abordé ici, merci de compléter l'article en donnant les références utiles à sa vérifiabilité et en les liant à la section « Notes et références ».
Jean-Pierre Ezin, né en 1944, est un professeur de mathématiques béninois.
Il est membre de l’American Mathematical Society et de la Société mathématique de France. Ses travaux de recherche concernent principalement la géométrie différentielle riemannienne et  l’analyse géométrique.

## Biographie
Ancien secrétaire de l’Union mathématique africaine (1976), Jean-Pierre Ezin a été chef de département de mathématiques, doyen de la faculté des sciences et recteur de l’université nationale du Bénin. Il est le fondateur et le premier directeur de l’Institut régional de mathématiques et de sciences physiques (IMSP) de l’université d'Abomey-Calavi (anciennement université nationale du Bénin). Créé en 1988, l'IMSP est un centre d’excellence pour la formation doctorale en sciences mathématiques pour l’Afrique francophone.
Jean-Pierre Ezin a obtenu un doctorat de 3e cycle et un doctorat d'État français en mathématiques de l’université des sciences et techniques de Lille en 1981. Il est aussi diplômé de l’IAE de Lille.
Chevalier de l’ordre des Palmes académiques françaises et de l'ordre international des Palmes académiques du Conseil africain et malgache pour l’enseignement supérieur (CAMES), il est commissaire aux ressources humaines, scientifiques et technologiques de l'Union africaine.